# Jacques Darche
Pour les articles homonymes, voir Darche.
Jacques Darche, né à Riom le 8 février 1920 et mort à Paris le 26 juillet 1965, est un photographe et un graphiste français.

## Éléments biographiques
Proche d'Alberto Giacometti, contemporain de Pierre Faucheux et de Robert Massin, ami de Jacques Daniel peintre et graphiste, Jacques Darche fut un dessinateur, un photographe et, surtout, un illustrateur et un maquettiste réputé.
Il fut directeur artistique du Club français du livre, où il entra en 1950.
En tant que photographe, Jacques Darche appartient au courant de la photographie humaniste.

## Quelques livres (illustrations, maquettes)
- L'Art d'aimer d'Ovide, Club français du livre, 1951
- Le Roman de Tristan et Yseult, Club français du livre, 1952
- Œuvres complètes d'Honoré de Balzac, Club français du livre
- La Divine Comédie de Dante, Club français du livre, 1954
- De la Terre à la Lune de Jules Verne, 1955
- Le Littré en 7 volumes, éd. Jean-Jacques Pauvert, 1956
- Œuvres de François Villon, suivi du Roman de François Villon par Francis Carco, Club des éditeurs, 1957
- L'Âne d'or d'Apulée, Club français du livre, 1961
- Il est plus tard que tu ne le penses de Gilbert Cesbron, Club des éditeurs, 1958